# Elección presidencial de Siria de 2000
Las elecciones presidenciales de Siria en 2000 tuvieron lugar el 10 de julio de 2000 mediante un referéndum convocado al efecto, tal como preve la Constitución. Bashar al-Ásad fue elegido presidente después de la muerte de su padre también presidente Hafez al-Assad.
De conformidad con lo que establece la Constitución, el Partido Baaz Árabe Socialista lidera el Estado y la sociedad, debiendo ser el presidente del país miembro de dicha formación política en la forma conocida en derecho internacional como modelo de partido único, aunque es nominalmente el Frente Nacional Progresista, una coalición de distintos partidos, quien propone al Parlamento la elección. El candidato debe obtener el apoyo de una mayoría cualificada de la cámara -dos tercios de los miembros nominales-. Después el candidato así elegido debe someterse a referéndum popular y obtener, al menos, la mitad más uno de los votos favorables.
Al-Ásad juró el cargo el 17 de julio.

## Antecedentes
Tras la muerte del presidente Hafez al Assad el 10 de junio, el Parlamento votó a favor de enmendar la Constitución para reducir la edad mínima de los candidatos presidenciales de 40 a 34 años, la edad de Bashar al Assad en ese momento.

## Resultados
| Candidato                          | Candidato                          | Partido                            | Votos     | %     |
| ---------------------------------- | ---------------------------------- | ---------------------------------- | --------- | ----- |
|                                    | Bashar al-Ásad                     | Partido Baaz Árabe Socialista      | 8,689,871 | 99.74 |
| En contra                          | En contra                          | En contra                          | 22,439    | 0.26  |
| Votos válidos                      | Votos válidos                      | Votos válidos                      | 8,712,310 | 97,54 |
| Votos en blanco/anulados           | Votos en blanco/anulados           | Votos en blanco/anulados           | 219,313   | 2.46  |
| Total                              | Total                              | Total                              | 8,931,623 | 100   |
| Votantes registrados/participación | Votantes registrados/participación | Votantes registrados/participación | 9,446,054 | 73.42 |